# إليزابيث فيتزر بيتس
إليزابيث فيتزر بيتس (بالإنجليزية: Elizabeth Fetzer Bates)‏ هي كاتبة ترانيم أمريكية، ولدت في 30 مارس 1909، وتوفيت في 20 نوفمبر 1999.

## وصلات خارجية
- إليزابيث فيتزر بيتس على موقع ميوزك برينز (الإنجليزية)